# Etienne Chastel
Etienne Louis Chastel (* 11. Juli 1801 in Genf; † 24. Februar 1886 ebenda) war ein Schweizer evangelischer Theologe und Hochschullehrer.

## Leben

### Familie
Etienne Chastel war der Sohn des Uhrmachers und Kleinrats François Chastel (* 2. Mai 1776 in Genf; † 16. November 1856 ebenda) und dessen Ehefrau Andrienne Jeanne (* 1778 in Genf; † 17. November 1817 ebenda), Tochter von André Cabantoux. Seine Schwester Andrienne Susanne Chastel (* 6. Oktober 1799 in Genf; † 28. Dezember 1827 ebenda) war mit dem Mathematikprofessor Abraham François Pascalis (1797–1857) verheiratet.
Er war verheiratet mit Clara Sigismonde Françoise (* 9. Februar 1812 in Russin; † 15. Juni 1887 in Genf), Tochter von Barthélemy Elie Deonna (1770–1836), Kaufmann in Indien, später Plantagenbesitzer auf der Ile de France (heute Mauritius) und Bürgermeister von Russin; gemeinsam hatten sie drei Töchter.

### Werdegang
Etienne Chastel immatrikulierte sich 1819 an der Université de Genève zu einem Theologiestudium, das er 1823 beendete; im gleichen Jahr erfolgte seine Ordination. Nach dem Studium hielt er sich zu Studienzwecken 1825 in Paris sowie 1830 in Italien und England auf.
Durch seine Studien zu den letzten Jahrhunderten des römischen Weltreichs erkannte er, dass tätige Barmherzigkeit der christlichen Kirche zu Gunsten der Armen und Unterdrückten gegen deren Elend eingesetzt werden könne. Die Barmherzigkeit sollte auch zum Wegweiser zur Hygiene der arbeitenden Klasse werden; die Wohlthätigkeit reicht für sich allein zur Zerstörung des Elend's nicht hin. Ihr Einfluss trägt zu gleichmässigerer Vertheilung, zu besserer Anwendung der Reichthümer bei; sie ermuntert, sie fördert die Tugenden, welche dazu dienen, jenes zu erzeugen.
Von 1832 bis 1839 war er Pfarrer in Genf, bevor er 1839 als Professor für Kirchengeschichte an die Akademie in Genf berufen wurde; in diesem Lehramt war er bis 1881 tätig.

### Berufliches und Theologisches Wirken
Etienne Chastel beschäftigte sich als erster protestantischer Historiker innerhalb des französischen Sprachraums im 19. Jahrhundert mit der Entstehung des Christentums und widmete diesem Thema mehrere Studien, die jedoch aufgrund seiner liberalen Auffassung auf Kritik stiessen.
Er verfasste unter anderem die fünfbändige Schrift Histoire du christianisme depuis son origine à nos jours; seine Schrift Mélanges historiques et religieux erschien 1888 posthum, zusammen mit einer biografischen Skizze von Auguste Bouvier.

## Ehrungen und Auszeichnungen
- 1879 wurde Etienne Chastel durch die Universität Genf sowie durch die Universität Straßburg zum Ehrendoktor ernannt.
- 1880 erfolgte seine Ernennung zum Ritter der Ehrenlegion.

## Schriften (Auswahl)
- De l'usage des confessions de foi dans les Communions réformées. Genf 1823.
- Conférences sur l'histoire du christianisme prêchées à Genève (dans les années 1835–1838) et suivies de notes et de développements.
  - 1. Première periode. 1839.
  - 2. Seconde, troisième et quatriême périodes. 1847.
- Histoire de la destruction du paganisme dans l'empire D'Orient: Ouvrage couronné par l'institut de France dans le concours ouvert sur ce sujet en 1847. Paris: Joel Cherbuliez, 1850.
- Etudes historiques sur l'influence de la charité durant les premiers siècles chrétiens, et considérations sur son rôle dans les sociétés modernes. Paris: Capelle, 1853.
- Historische Studien über den Einfluß der christlichen Barmherzigkeit in den ersten sechs Jahrhunderten der Kirche. Hamburg Agentur d. Rauhen Hauses 1854.
- Le christianisme et l'église au moyen êge, coup-d'oeil historique. Paris: S. Cherbuliez, 1859.
- Trois conciles réformateurs au XVme siècle: conférences historiques. Genf 1860.
- Le christianisme dans l'age moderne: 1520–1800. Paris & Genf 1864.
- Le cimetière de Calliste. Straßburg 1869.
- Le christianisme au dix-neuvième siècle. Genève : A. Cherbuliez & cie., 1874.
- Christianity in the nineteenth century: a religious and philosophical survey of the immediate past, according to the Spirit of Jesus. London & Edinburgh 1874. Übersetzt von John Relly Beard.
- Histoire du christianisme depuis son origine à nos jours. 1881–1883.
  - Band 1. Paris 1881.
  - Band 2. Paris 1881.
  - Band 3. Paris 1882.
  - Band 4. Paris 1882.
  - Band 5. Paris 1883.
- Mélanges historiques et religieux. Paris & Genf 1888.